# Georges d’Amboise (1488–1550)
Georges d’Amboise (ur. w 1488 we Francji, zm. 22 albo 25 sierpnia 1550 w Vigny) – francuski kardynał.

## Życiorys
Urodził się w 1488 roku na terenie Francji, jako syn Jeana d’Amboise’a i Catherine de Saint-Belin. Był kanonikiem i archidiakonem kapituły katedralnej w Rouen. 8 sierpnia 1511 roku został wybrany arcybiskupem Rouen, a 11 grudnia przyjął sakrę. Pełnił rolę skarbnika Ludwika XI i pierwszego ministra Ludwika XII. 16 grudnia 1545 roku został kreowany kardynałem prezbiterem i otrzymał kościół tytularny Santa Susanna. Zmarł 22 albo 25 sierpnia 1550 roku w Vigny.